# Вестіньє
Вестіньє (італ. Vestignè, п'єм. Vëssgné) — муніципалітет в Італії, у регіоні П'ємонт,  метрополійне місто Турин.
Вестіньє розташоване на відстані близько 540 км на північний захід від Рима, 45 км на північний схід від Турина.
Населення — 803 особи (2014).
Щорічний фестиваль відбувається першої неділі вересня. Покровитель — San Germano.

## Демографія
Населення за роками:

Станом на 1 січня 2023 року в муніципалітеті офіційно проживало 67 іноземців з 11 країн, серед них 52 громадяни країн Євросоюзу.

## Сусідні муніципалітети
- Альб'яно-д'Івреа
- Боргомазіно
- Каравіно
- Івреа
- Страмбіно
- Віске